# 東出有貴
東出 有貴（ひがしで ゆうき、1986年10月15日 - ）は、日本の俳優、歌手、プロデューサー、脚本家演出家。
大阪府出身。血液型A型。身長178cm。体重70kg。現在は俳優、歌手とともにプロデューサーとしても活躍中。

## 来歴
スーツアクター出身。大阪時代にキャラクターショーを中心にアクションを学ぶ
2009年 - 2015年8月、エンターテイメント集団『HIROZ』の立ち上げリーダーとしてのメンバーとして活動。3000ステージ以上の出演とともにアクションコーディネートや指導も担当する。
2011年10月、ダンスヴォーカルユニットHIRO SEVEN+のヴォーカルとしてavexグループよりメジャーデビュー。
2015年8月、ソロとして活動開始、全国ツアーやCD発売、脚本、講師など幅広く活動中。

## 出演

### TV
- 特撮連続TVドラマ神話戦士ギガゼウス（2011年 - 2012年、関西テレビ） - メインキャスト：ブルー・南城丈志 役
- 情報バラエティー石川さん情報Live リフレッシュ（石川テレビ） - 準レギュラー
- バラエティ真夜中のおバカ騒ぎ（チバテレビ、TOKYO MX） - ゲスト出演
- バラエティはなまるマーケット（TBS） - 取材出演
- 情報番組ZIP!（日本テレビ） - 取材出演

### 映画
- 華鬼
- MAYAKASI - 山伏役
- るろうに剣心 京都大火編（2014年、ワーナー・ブラザース映画） - 御庭番衆 役
- HiGH&LOW（2016年、松竹） - スタントアクション部として参加出演

### 舞台
- 講談社主催【炎神戦隊ゴーオンジャー】ファイナルライブツアー（2009年） - ドーム公演主役
- 石川五右衛門（2010年、赤坂BLITZ） - 主演 / アクションコーディネート
- KILLER（2012年、赤坂元気劇場 / 石川元気劇場 / 2013年、ニューレオマワールド）
- 最遊記歌劇伝（2014年、全労済ホール スペース・ゼロ））
- ユースフルメゾット（2016年、築地ブディストホール） - 河野 役
- Withered Life (2021年、ラゾーナ川崎プラザソル) - 四至本 竜也 役

### 舞台 ・自身プロデュース公演
- LAST MESSAGE（2016年9月7日 - 9日、座・高円寺2） - 脚本 / 演出 / アクションコーディネート / 高梨大河 役
- LOST SWORD（2017年5月8日 - 11日、座・高円寺2） - 脚本 / 演出 / アクションコーディネート / サイファー 役
- ANOTHER STORY（2017年8月15日 - 17日、座・高円寺2） - 脚本 / 演出 / アクションコーディネート / 沖田総司郎 役
- Final Judgment（2018年4月18日 - 22日、座・高円寺2） - 脚本 / 演出 / アクションコーディネート
- 君の中に眠るVampire（2018年8月29日 - 31日、座・高円寺2） - 脚本 / 演出 / アクションコーディネート
- 僕達はまだ終わりを知らない (2021年5月1日 - 5月4日、中目黒キンケロシアター) - 脚本 / 演出 / アクションコーディネート / 作詞 / 逞 役

### CD
- サムライロード（2011年10月、HIROZ SEVEN+）
- JAST FOR YOU（2016年）
- 武士魂（2017年）
- LOST SWORD（2017年5月、舞台挿入歌）
- ANOTHER STORY（2017年8月、舞台挿入歌）

### LIVE
- HIRO SEVEN+として香港アジアミュージックフェスティバルの新人アーティスト枠、日本代表として出演、パフォーマンスショー部門2位（2012年）
- 東出有貴 全国ワンマンLIVEツアー（2015年 - 、東京・大阪・石川・香川・静岡・愛知 全6か所で開催）
- 『LOST SWORD』SPECIAL LIVE（2017年5月、高円寺High）
- 『ANOTHER STORY』SPECIAL LIVE（2017年8月、ミューズモード音楽院本館ホール）
- 【FINAL JUDGEMENT】SPECIAL LIVE（2018年4月23日、吉祥寺CLUB SEATA）
- 【君の中に眠るVampire】SPECIAL LIVE（2018年9月1日、高円寺HIGH）
- 東出有貴 全国ワンマンLIVEツアー（2018年10月13日、香川 / 10月15日、大阪 / 10月20日、石川 / 11月2日、東京）
- 年1回、全国チャリティーLIVEツアーも実施。